# Arruda dos Vinhos (freguesia)
Arruda dos Vinhos is een plaats (freguesia) in de Portugese gemeente Arruda dos Vinhos en telt 5 835 inwoners (2001).